# Claude-Charles Cartigny
Pour les articles homonymes, voir Cartigny.
Claude-Charles Cartigny est un acteur, chanteur et directeur de théâtre français né à Dieppe le 6 octobre 1782 et mort à Neuilly-sur-Seine le 1er juin 1852.

## Biographie
Orphelin de bonne heure, il fait plusieurs petits métiers avant de s'engager comme acteur à Rouen en 1801. Devenu soldat, il fait partie, en 1809, de la garde du nouveau roi de Westphalie Jérôme Bonaparte établie à Cassel.
De retour en France, il débute à la Comédie-Française le 28 mai 1811 dans Le Joueur de Jean-François Regnard et dans Crispin rival de son maître d'Alain-René Lesage. Il est reçu sociétaire en avril 1814.
En 1831 il donne sa démission pour aller jouer à Bruxelles et obtient, en 1832, la direction du Théâtre de la Monnaie, puis celle d'Anvers quelques mois plus tard. Il conservera la direction du Théâtre de la Monnaie jusqu'en 1835.
Après avoir fait ses adieux définitifs à la scène à Paris en 1840, aux côtés de Rachel, il part pour Londres diriger le théâtre français de St James pendant huit ans.
Revenu en France, il meurt à Neuilly-sur-Seine à l'âge de 69 ans.

## Théâtre

### Carrière à laComédie-Française
Entrée en 1811
Nommé 227e sociétaire en 1814
Doyen en 1831
Départ en 1831
- 1811 : Le Joueur de Jean-François Regnard
- 1811 : Crispin rival de son maître d'Alain-René Lesage
- 1811 : Le Barbier de Séville de Beaumarchais : Figaro ; L'Éveillé
- 1811 : George Dandin de Molière : Colin, puis Lubin
- 1811 : Les Plaideurs de Jean Racine : L'Intimé
- 1811 : Le Mariage de Figaro de Beaumarchais : l'huissier
- 1812 : Le Bourgeois gentilhomme de Molière : le maître d’armes
- 1812 : Le Ministre anglais de François-Louis Riboutté : un courrier
- 1812 : Le Misanthrope de Molière : Basque ; Dubois
- 1812 : Eugénie de Beaumarchais : Drink
- 1812 : L'Officieux d'Adrien-Nicolas de La Salle : Dubois
- 1812 : Le Barbier de Séville de Beaumarchais : Bazile
- 1812 : L'Indécis d'Alexis de Charbonnières : un médecin
- 1813 : L'Intrigante ou l'École des familles de Charles-Guillaume Étienne : Saint-Germain
- 1813 : Le Mariage de Figaro de Beaumarchais : Figaro
- 1814 : La Rançon de Du Guesclin d'Antoine-Vincent Arnault : Bigot
- 1814 : Tartuffe de Molière : M. Loyal
- 1815 : La Mère coupable de Beaumarchais : Guillaume
- 1816 : Le Mariage de Figaro de Beaumarchais : Bazile
- 1816 : L'Artisan politique de Théodore-Henri Barrau : le baron de Strowendorff
- 1817 : Le Trésor de François Andrieux : Durbant
- 1817 : La Manie des grandeurs d'Alexandre Duval : Lafleur
- 1817 : Les Plaideurs de Jean Racine : Petit-Jean
- 1817 : La Mère coupable de Beaumarchais : Figaro
- 1819 : Orgueil et vanité de Joseph-François Souque : Beaupierre
- 1819 : Les Femmes politiques d'Étienne Gosse : le commandeur Montjoie (prologue)
- 1819 : Les Deux Méricour de Charlotte Vanhove : Vincent
- 1820 : Le Paresseux de Jean- Étienne-François de Marignié : Champagne
- 1821 : Le Mari et l'amant de Jean-Baptiste Vial : Motus
- 1821 : Jeanne d'Albret ou le Berceau d'Henri IV de Théaulon de Lambert, Carmouche et Edmond Rochefort : Jean
- 1821 : La Mère rivale de Casimir Bonjour : Comtois
- 1821 : Le Retour ou l'Oncle et le neveu de Rancé : Dumon
- 1821 : La Fontaine chez Madame de La Sablière de J. A. N. Naudet : Dumont
- 1821 : Falkland ou la Conscience de Jean-Louis Laya : Tom
- 1823 : Tartuffe de Molière : Orgon, puis Tartuffe
- 1823 : La Route de Bordeaux de Marc-Antoine Désaugiers, Michel-Joseph Gentil de Chavagnac et Gersain : Bellefleur
- 1825 : Guerre ouverte ou Ruse contre ruse de Dumaniant : Frontin
- 1825 : L'Héritage d'Édouard Mennechet : Marcel
- 1825 : Le Béarnais de Ramond de la Croisette, Fulgence de Bury et Paul Ledoux : le magister
- 1825 : La Princesse des Ursins d'Alexandre Duval : Pedro
- 1826 : Les Précieuses ridicules de Molière : Mascarille
- 1827 : Louis XI à Péronne de Jean-Marie Mély-Janin : Lesly
- 1827 : Lambert Simnel ou le Mannequin politique de Louis-Benoît Picard et Adolphe Simonis Empis : Martin Swart
- 1827 : Le Premier venu ou Six lieues de chemin de Jean-Baptiste Vial : James
- 1827 : Les Trois quartiers de Louis-Benoît Picard et Édouard-Joseph-Ennemond Mazères : Desrosiers
- 1827 : Le Mariage d'argent d'Eugène Scribe : Dorbeval
- 1829 : Le Bon garçon de Louis-Benoît Picard et Édouard-Joseph-Ennemond Mazères : le comte
- 1829 : Les Femmes savantes de Molière : Vadius[2]
- 1829 : Une journée d'élection d'Alexandre-Jean-Joseph de La Ville de Mirmont : Pierre
- 1829 : La Petite ville de Louis-Benoît Picard : Riflard
- 1830 : Le Collatéral ou la Diligence de Joigny de Louis-Benoît Picard : La Saussaye
- 1830 : Le Mariage de Figaro de Beaumarchais : Bridoison